# Kristel Köbrich
Kristel Arianne Köbrich Schimpl, née le 9 août 1985 à Santiago, est une nageuse chilienne spécialiste des épreuves de nage libre longue distance. Elle a participé aux Jeux olympiques en 2004 (où elle a été porte-drapeau du Chili), 2008 et 2012. Son plus grand succès en carrière est sa médaille d'or aux Jeux panaméricains de 2011 sur le 800 m nage libre.

## Palmarès

### Championnats pan-pacifiques
- Médaille de bronze au 1 500 m nage libre des Championnats pan-pacifiques 2010 à Irvine

### Jeux panaméricains
- Médaille d'or au 800 m nage libre des Jeux panaméricains 2011 à Guadalajara
- Médaille de bronze au 800 m nage libre des Jeux panaméricains 2003 à Saint-Domingue
- Médaille de bronze au 400 m nage libre des Jeux panaméricains 2011 à Guadalajara